# Autobahnkreuz Biebelried
Das Autobahnkreuz Biebelried (Abkürzung: AK Biebelried; Kurzform: Kreuz Biebelried) ist ein Autobahnkreuz in Bayern bei Würzburg. Hier kreuzen sich die beiden längsten Autobahnen Deutschlands, die Bundesautobahn 3 (Oberhausen – Frankfurt am Main – Passau) und die Bundesautobahn 7 (Flensburg – Kassel – Füssen).

## Geographie
Das Kreuz liegt im unterfränkischen Landkreis Kitzingen, auf dem Gebiet der Gemeinde Biebelried, am Rande der Metropolregion Nürnberg. Die umliegenden Städte und Gemeinden sind Mainstockheim, Kitzingen, Dettelbach und Rottendorf. Es befindet sich etwa 10 km südöstlich von Würzburg und 80 km nordwestlich von Nürnberg. Es ist ein wichtiger Verkehrsknotenpunkt, da sich hier die A 3 (Niederlande – Österreich/Linz) und die A 7 (Dänemark – Österreich/Innsbruck) kreuzen. In unmittelbarer Nähe verlaufen die Bundesstraßen 8 und 22.
Das Kreuz Biebelried trägt auf der Autobahn 3 die Nummer 73, auf der A 7 die Nummer 102.

## Geschichte
Die A 3 wurde in diesem Abschnitt 1964 eröffnet. Gleichzeitig wurde auch der Verkehrsknoten zunächst als Autobahndreieck errichtet und die nach Norden anschließende A 7 im Jahr 1965 freigegeben.
Mit der Verlängerung der A 7 nach Süden im Jahr 1981 wurde das Dreieck zum heutigen Kreuz umgebaut. Bis dahin war das Biebelrieder Dreieck für häufige Staus durch den BR-Verkehrsfunk bekannt. Im Hinblick auf eine damals noch aktuelle Autobahn-Westumgehung Würzburgs, die inzwischen an verschiedenen Widerständen gescheitert ist, wurde die Relation A 3-West – A 7-Nord nur noch als indirekte Rampe ausgeführt. Diese Umgehung würde unter anderem den Verkehr von der A 81 zur A 7, A 70 und A 71 aufnehmen und das Kreuz Biebelried wesentlich entlasten. Stattdessen wird heute die B 19 durch das Stadtgebiet Würzburgs zur Stauvermeidung, als Abkürzung und zur Mautersparnis vor allem von LKW benutzt.

## Ausbauzustand
Das Autobahnkreuz ist als „Kleeblatt“ mit einer zweistreifigen, halbdirekten Verbindungsrampe von der A 7 aus Richtung Kassel zur A 3 in Richtung Nürnberg angelegt. Auch die Verbindung von Nürnberg in Richtung Kassel ist zweistreifig. Im Bereich des Autobahnkreuzes ist die A 3 sechsspurig, die A 7 vierstreifig ausgebaut.
Der östliche Teil des Autobahnkreuzes wird von der Bahnstrecke Fürth–Würzburg mithilfe von drei Brückenbauwerken unterführt. Die nördliche Eisenbahnbrücke trägt die Verbindungsrampe von der A3 aus Richtung Nürnberg zur A7 in Richtung Kassel, die mittlere Brücke die beiden Richtungsfahrbahnen der A3 und die südliche Brücke befindet sich genau in dem Bereich, wo die beiden Verbindungsrampen von der A7 zur A3 in Richtung Nürnberg zusammengeführt werden.

### Ausbau 2012
Der Ausbau der A 3 auf bis zu 11 Fahrstreifen in Höhe des Autobahnkreuzes wurde am 12. Oktober 2012 beendet.

## Verkehrssituation
Vor allem in der Ferienzeit kommt es zu häufigen Staus, da hier der Verkehr aus dem Rhein-Main-Gebiet und dem Norden Deutschlands zusammentrifft. Als Engpass erweist sich dabei stets das Einfädeln der zweispurigen Verbindungsrampen auf die A 3. Das Kreuz wurde 2015 täglich von etwa 104.000 Kraftfahrzeugen befahren.
| Von                         | Nach                          | Durchschnittliche tägliche Verkehrsstärke | Durchschnittliche tägliche Verkehrsstärke | Durchschnittliche tägliche Verkehrsstärke | Anteil Schwerlastverkehr | Anteil Schwerlastverkehr | Anteil Schwerlastverkehr |
| Von                         | Nach                          | 2005                                      | 2010                                      | 2015                                      | 2005                     | 2010                     | 2015                     |
| --------------------------- | ----------------------------- | ----------------------------------------- | ----------------------------------------- | ----------------------------------------- | ------------------------ | ------------------------ | ------------------------ |
| AS Rottendorf (A 3)         | AK Biebelried                 | 72.300                                    | 66.500                                    | 76.600                                    | 19,9 %                   | 22,2 %                   | 21,0 %                   |
| AK Biebelried               | AS Kitzingen/Schwarzach (A 3) | 61.100                                    | 59.600                                    | 66.300                                    | 18,9 %                   | 21,7 %                   | 21,0 %                   |
| AS Würzburg/Estenfeld (A 7) | AK Biebelried                 | 40.600                                    | 38.700                                    | 39.600                                    | 18,3 %                   | 21,5 %                   | 21,9 %                   |
| AK Biebelried               | AS Kitzingen (A 7)            | 25.400                                    | 24.500                                    | 25.400                                    | 15,7 %                   | 17,8 %                   | 18,6 %                   |